# Atar (Mauritanie)
Pour les articles homonymes, voir Atar.
Atar (en arabe : أطار) est une ville du centre-ouest de la Mauritanie, capitale de la région (wilaya) de l’Adrar, chef-lieu du département d'Atar (moughataa), et le principal peuplement au bas du plateau de l'Adrar, au bord de l'oued Seguellil.

## Histoire
Elle a été jusqu'à l'aube de l'indépendance une importante ville de garnison pour les troupes coloniales françaises. L'aéroport international aide à l'activité de la ville (code AITA : ATR).
En 1956, l'Armée de libération marocaine tenta de libérer la ville de l'occupation lors de l'attaque de la garnison française d'Atar.

## Économie

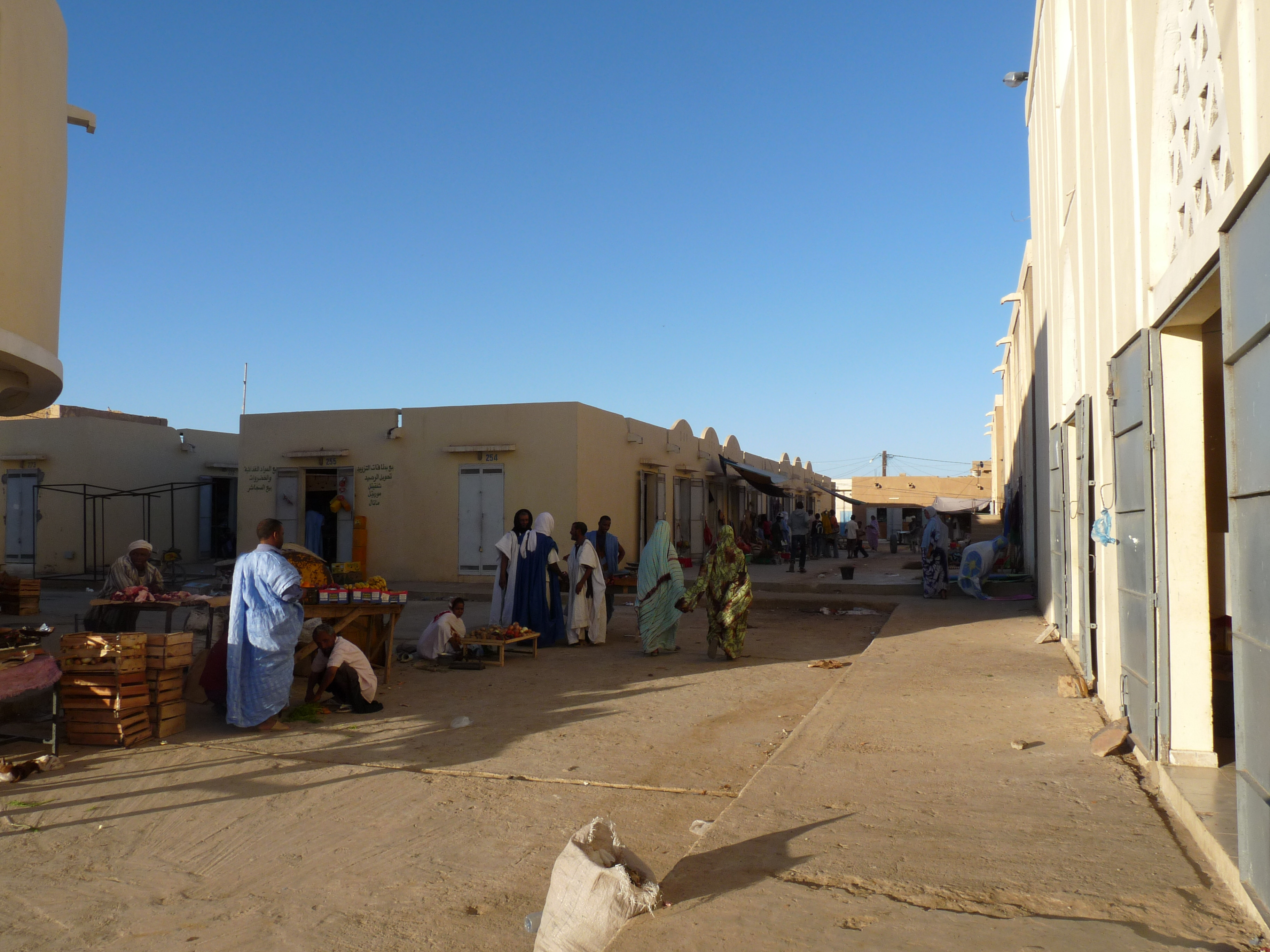
Souk d'Atar

Atar est considérée comme la région la plus touristique du pays. Elle attire plus de 10 000 touristes (environ) par an, et servait d'étape incontournable au rallye Paris-Dakar. On trouve également un musée et une mosquée historique, construite en 1674.
Elle est aussi dominée par la culture des dattes, avec la saison de la Guetna (saison de la cueillette des dattes). Mais il existe à proximité aussi les peintures et gravures rupestres comme le site d'Agrour Amogjar. La région est géologiquement intéressante, car elle date de l'ère primaire et contraste avec les formations pré-cambriennes du Tiris Zemmour. Les structures stratifiées bien apparentes donnent à voir notamment des fossiles de stromatolites.
Située au centre de l'Adrar, Atar est un carrefour qui relie l'est de la région à la capitale Nouakchott. Au nord, Choum est le lieu de passage du train minier Nouadhibou-Zouérate. Au sud-ouest, la ville minière d'Akjoujt est à mi-chemin de la capitale. La passe d'Amogjar, à l'est, ouvre la route vers les villes historiques de Chinguetti, Ouadane et l'impressionnante structure de Richat. Au sud, la palmeraie/oasis de Tergit comporte quelques sources et des tentatives de culture d'orangers.
La palmeraie d'Atar a été la proie d'une invasion de pucerons à la fin des années 1960, et a failli être détruite. Des lâchers de coccinelles l'ont sauvée.
Quant à son artisanat, des nus-pieds sont fabriqués à Atar : les samaras (en arabe smela, semelle). Elles se composent d'une semelle de cuir, d'une boucle qui entoure le gros orteil, de deux lanières qui en partent et se rejoignent derrière le cou de pied, sous la cheville. Elles sont très courantes en Mauritanie.

## Climat
Atar possède un climat désertique chaud (Classification de Köppen BWh) typique de la zone saharienne hyper-aride, c'est-à-dire du cœur du Sahara, caractérisé par un été torride, très long caractérisé par des températures diurnes supérieures à 40°C entre mai et septembre inclus et un hiver chaud, de très faible importance avec des journées ensoleillées, chaudes et des nuits très douces, et avec des pluies presque totalement inexistantes, qui tombent principalement entre juillet et octobre inclus. La température moyenne annuelle frôle 30°C alors que les précipitations annuelles moyennes sont à peine de 33 mm répartis sur près de 8 jours sur l'année.
| Mois                                | jan. | fév. | mars | avril | mai | juin | jui. | août | sep. | oct. | nov. | déc. | année |
| ----------------------------------- | ---- | ---- | ---- | ----- | --- | ---- | ---- | ---- | ---- | ---- | ---- | ---- | ----- |
| Température minimale moyenne (°C)   | 14   | 17   | 20   | 23    | 26  | 28   | 29   | 29   | 28   | 26   | 21   | 16   | 23,08 |
| Température moyenne (°C)            | 21   | 24   | 26,5 | 29,5  | 33  | 35,5 | 36,5 | 36,5 | 35   | 32   | 27   | 22,5 | 29,92 |
| Température maximale moyenne (°C)   | 28   | 31   | 33   | 36    | 40  | 43   | 44   | 44   | 42   | 38   | 33   | 29   | 36,75 |
| Précipitations (mm)                 | 1    | 1    | 1    | 0     | 1   | 1    | 2    | 11   | 11   | 3    | 0    | 1    | 33    |
| Nombre de jours avec précipitations | 0,3  | 0,2  | 0,1  | 0,1   | 0,2 | 0,4  | 1,1  | 2,3  | 2    | 0,6  | 0,3  | 0,2  | 8,3   |

## Population
Lors du recensement général de 2000, Atar comptait 24 021 habitants.

## Personnalités liées à la commune
Ces hommes politiques sont d'Atar.
- Ahmed Ould Sidi Baba (1er Maire d'Atar)
- Maaouiya Ould Sid'Ahmed Taya (ancien Président de 1984 à 2005)
- Abdellahi Ould Noueighedh
- Baham Ould Ejiwen (Mohamed El hafedh)
- Sid'Ahmed Ould Ahmed Ould Aide
- Ahmed Ould Dah
- Ahmed Ould Kerkoub
- Ahmed Ould Haimoud
- Mohamed Ould Ghnahallah
- Sid Elmoctar Ndiaye (Ould Yahya Ndiaye)
- Raymond Defosse
- Abdellahi Ould Noueighed
- Hamody Ould Mahmoud
- Bazeid Ould Saleck
- Moktar Ould Daddah fut Conseiller territorial de l'Adrar en 1957
- Eida Ould El Khalil
- Hadrami Ould Oubeid
- Abdallahi Ould Obeid
- Abdelkader dit Qari Ould Mohamed Salem
- Mohamed Lemine Ould Ahmed El Bechir.
- Sid'Ahmed Ould Kaebach
- Sidiya Ould Sidi Baba
- Mohamed Fadel Ould Mohamed Ould Abeidi
- Boubena Ould Taleb Khyar Ould Cheikh Melainine
- Sidi Haiba
- Sidi Ould Khlil
- Hassena Ould Cheikh Melainine
- Deddahi Ould Abdellahi
- Ely Chikh Ould Moma
- Mohamed Ould Khlil (Notable d’Atar, pionnier de l’administration, ancien D.G.S.N)
- Nakh Ould Ahmed Baba
- Mohamed Ould Khayar (1er Maire de Nouakchott)
- Mohamed Ould El Bouss
- Weddou Ould El Bouss
- Mariem Mint Mohamed Fadel Ould Dah, Première dame de Mauritanie depuis 2019

Cinéaste, acteur:
- Med Hondo, (1936-2019)
- Hamada Ould Ahmed Laabid doyen du corps paramédical

## Jumelages
- Sousse (Tunisie) depuis 1989